# Kotoïta
La kotoïta és un mineral de la classe dels borats. Rep el seu nom de Bundjirô Kotô (1856-1935), geòleg i petrògraf japonès.

## Característiques
La kotoïta és un borat de fórmula química Mg₃[BO₃]₂. Cristal·litza en el sistema ortoròmbic. Es troba en forma massiva incolora o com a grans allargats de diversos mil·límetres. La seva duresa a l'escala de Mohs és 6,5.
Segons la classificació de Nickel-Strunz, la kotoïta pertany a «06.AA - Monoborats, BO₃, sense anions addicionals; 1(D).» juntament amb els següents minerals: sassolita, nordenskiöldina, tusionita, jimboïta i takedaïta.

## Formació i jaciments
Va ser descoberta l'any 1939 a la mina North orebody, a Hol Kol (Província de Hwanghae del Nord, Corea del Nord). Es va trobar a la zona de contacte de la zona metamòrfica d'una intrusió granítica en la dolomita, on sol trobar-se associada a altres minerals com: szaibelyita, espinel·la, ludwigita, forsterita, fluoborita, dolomita i clinohumita.